# Thurso
Thurso (Inbhir Theòrsa in gaelico) è una cittadina (in passato burgh) sulla costa settentrionale della Scozia, nel Regno Unito. Fa parte dell'area amministrativa di Highland. La sua popolazione è di circa 7 540 abitanti (2004).
Thurso è la cittadina più settentrionale dell'isola di Gran Bretagna, 32 km ad ovest di John o' Groats e 34 km a nord-ovest di Wick, sul Pentland Firth, stretto che separa le isole Orcadi dalla costa nord della Scozia. È situata alla stessa latitudine di Juneau, capoluogo dell'Alaska, e di Stavanger in Norvegia.

## Storia
La storia di Thurso inizia nel IX secolo, all'epoca del dominio vichingo nella regione, che durò fino al 1266, quando i vichinghi furono cacciati dagli Scoti. Le origini vichinghe della città sono evidenti dal suo nome, che in norreno significa Thor's River, ossia “fiume di Thor”. Sin da quell'epoca, la città fu utilizzata come porto, sia per la pesca che per il commercio con altri porti dell'Europa Settentrionale.
Thurso acquisì lo status di burgh of barony nel 1633. Nel 1798 la città fu sottoposta ad una ripianificazione, con nuove aree che sorsero ad ovest e a sud della città vecchia (ancora oggi è facilmente distinguibile il tessuto urbano della città nuova). Intorno alla metà del XIX secolo fu creato il porto di Scrabster, con un conseguente declino del porto originale situato alla foce del fiume Thurso. In questo stesso periodo fiorì l'industria delle lastre di pietra (che fornì il materiale per la pavimentazione di Parigi).
La popolazione di Thurso aumentò notevolmente intorno alla metà del XX secolo, passando da circa 3.000 abitanti a 9.000 in una sola decade, in conseguenza della costruzione della centrale nucleare di Dounreay nel 1954, 14,5 km ad ovest della città, che attirò lavoratori qualificati dal resto del Regno Unito. La centrale è ancora oggi la più importante fonte di impiego per la zona, insieme al call center dell'azienda telefonica British Telecom. 

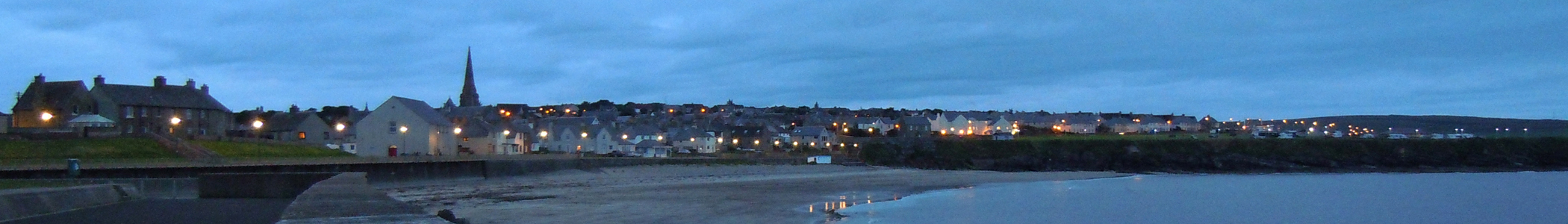
Thurso

### Simboli
Lo stemma di Thurso, adottato il 24 novembre 1952, si blasona:
Nello stemma è rappresentato san Pietro apostolo, patrono di Thurso, sullo sfondo d’argento con tre fasce di nero, il cui disegno è ripreso dallo stemma dei Sinclair conti di Caithness, che era d’argento alla croce spinata di nero. Il motto è la seconda parte di quello del Clan Sinclair: Commit thy work to God.

## Monumenti e luoghi d'interesse

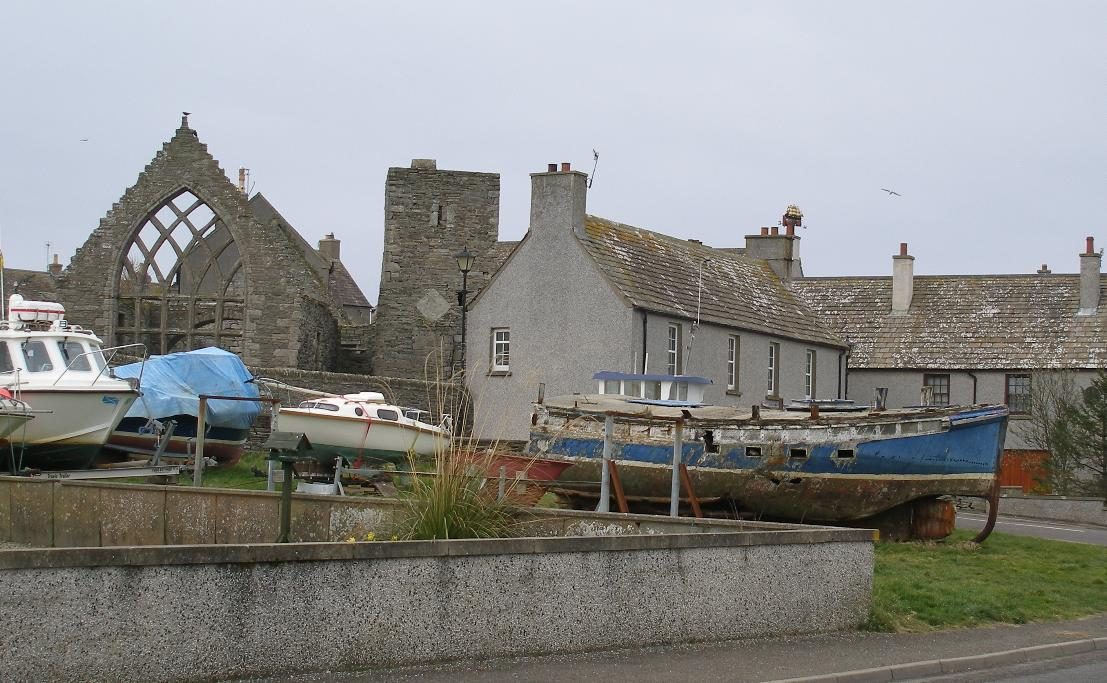
La zona del vecchio porto di Thurso, con le rovine della chiesa di St Peter

Le rovine della chiesa di St Peter, che risalgono al XVII secolo, sono situate nella zona adiacente al vecchio porto, sul sito dell'originale chiesa del XIII secolo. Il municipio ospita un piccolo museo (l'Heritage Museum), con pietre intagliate dell'epoca dei Pitti.

## Infrastrutture e trasporti
Thurso è collegata al sud della Scozia tramite la strada A9, mentre la A836 corre lungo la costa settentrionale da John o' Groats fino a Tongue, per poi attraversare le Highlands e ricongiungersi con la A9 nei pressi di Tain sulla costa orientale.
La stazione ferroviaria di Thurso è la più settentrionale della Gran Bretagna, ed offre collegamenti diretti per Wick ed Inverness.
Dal vicino porto di Scrabster partono collegamenti giornalieri in nave traghetto per Stromness, nelle isole Orcadi. Dal 2007, solo nel periodo estivo, il porto è collegato settimanalmente anche con le Isole Fær Øer, le Isole Shetland, l'Islanda, la Danimarca e la Norvegia. Il servizio è operato dalla compagnia faroese Smyril Line.

## Amministrazione

### Gemellaggi
- Brilon[senza fonte]

## Sport
La squadra di calcio più importante della città è il Thurso FC, che gioca nel campionato dilettantistico regionale.
Thurso East è una delle mete favorite dei surfisti, grazie alla potenza delle onde nel Pentland Firth. È una delle tappe del campionato nazionale di questo sport e ha già ospitato alcune edizioni del campionato europeo e delle qualifiche del campionato mondiale.